# Olympische Sommerspiele 1952/Rudern
Bei den Olympischen Sommerspielen 1952 in der finnischen Hauptstadt Helsinki wurden zwischen dem 20. und dem 23. Juli 1952 sieben Wettbewerbe im Rudern ausgetragen.
Die erfolgreichste Nation waren die Vereinigten Staaten, deren Boote zwei der sieben Wettbewerbe gewannen und sich darüber hinaus eine Bronzemedaille sicherten. Dahinter folgten die Sowjetunion mit einer Goldmedaille und zwei Silbermedaillen sowie Frankreich mit je einer Gold- und Silbermedaille. Jeweils ein Olympiasieg gelang Booten aus Argentinien, Jugoslawien und der Tschechoslowakei.

## Bilanz

### Medaillenspiegel
| Platz  | Land               | Gold | Silber | Bronze | Gesamt |
| ------ | ------------------ | ---- | ------ | ------ | ------ |
| 1      | Vereinigte Staaten | 2    | –      | 1      | 3      |
| 2      | Sowjetunion        | 1    | 2      | –      | 3      |
| 3      | Frankreich         | 1    | 1      | –      | 2      |
| 4      | Argentinien        | 1    | –      | –      | 1      |
| 4      | Jugoslawien        | 1    | –      | –      | 1      |
| 4      | Tschechoslowakei   | 1    | –      | –      | 1      |
| 7      | Australien         | –    | 1      | 1      | 2      |
| 7      | Schweiz            | –    | 1      | 1      | 2      |
| 9      | Belgien            | –    | 1      | –      | 1      |
| 9      | Deutschland        | –    | 1      | –      | 1      |
| 11     | Dänemark           | –    | –      | 1      | 1      |
| 11     | Finnland           | –    | –      | 1      | 1      |
| 11     | Polen              | –    | –      | 1      | 1      |
| 11     | Uruguay            | –    | –      | 1      | 1      |
| Gesamt | Gesamt             | 7    | 7      | 7      | 21     |

### Medaillengewinner
| Disziplin              | Gold | Silber | Bronze |
| ---------------------- | --- | --- | --- |
| Einer                  | Juri Tjukalow (URS) | Mervyn Wood (AUS) | Teodor Kocerka (POL) |
| Doppelzweier           | Tranquilo Cappozzo / Eduardo Guerrero (ARG) | Georgi Schilin / Igor Jemtschuk (URS) | Miguel Seijas / Juan Rodríguez (URU) |
| Zweier ohne Steuermann | Charlie Logg / Thomas Price (USA) | Michel Knuysen / Bob Baetens (BEL) | Kurt Schmid / Hans Kalt (SUI) |
| Zweier mit Steuermann  | FrankreichRaymond Salles Gaston Mercier Bernard Malivoire                                                                                               | BR DeutschlandHeinz-Joachim Manchen Helmut Heinhold Helmut Noll                                                                                          | DänemarkSvend Pedersen Poul Svendsen Jørgen Frantzen                                                                                     |
| Vierer ohne Steuermann | JugoslawienDuje Bonačić Velimir Valenta Mate Trojanović Petar Šegvić                                                                                    | FrankreichPierre Blondiaux Jean-Jacques Guissart Marc Bouissou Roger Gautier                                                                             | FinnlandVeikko Lommi Kauko Wahlsten Oiva Lommi Lauri Nevalainen                                                                          |
| Vierer mit Steuermann  | TschechoslowakeiKarel Mejta senior Jiří Havlis Jan Jindra Stanislav Lusk Miroslav Koranda                                                               | SchweizEnrico Bianchi Karl Weidmann Heinrich Scheller Émile Ess Walter Leiser                                                                            | Vereinigte StaatenCarl Lovsted Alvin Ulbrickson Richard Wahlstrom Matt Leanderson Al Rossi                                               |
| Achter                 | Vereinigte StaatenFrank Shakespeare William Fields James Dunbar Richard Murphy Robert Detweiler Henry Proctor Wayne Frye Edward Stevens Charles Manring | SowjetunionJewgeni Brago Wladimir Rodimuschkin Alexei Komarow Igor Borissow Slawa Amiragow Leonid Gissen Jewgeni Samsonow Wladimir Krjukow Igor Poljakow | AustralienBob Tinning Ernest Chapman Nimrod Greenwood David Anderson Geoff Williamson Mervyn Finlay Edward Pain Phil Cayzer Tom Chessell |

## Teilnehmer
Insgesamt nahmen 404 Athleten aus 33 Nationen an den Wettbewerben teil.
| Ägypten (8) Argentinien (9) Australien (14) Belgien (12) Brasilien (3) Chile (1) Dänemark (25) BR Deutschland (21) Finnland (20) Frankreich (17) Griechenland (3) | Großbritannien (23) Italien (26) Japan (5) Jugoslawien (13) Kanada (15) Neuseeland (5) Niederlande (12) Norwegen (9) Österreich (4) Polen (10) Portugal (9) | Rumänien (9) Saarland (7) Schweden (16) Schweiz (13) Sowjetunion (26) Spanien (6) Südafrikanische Union (5) Tschechoslowakei (8) Ungarn (15) Uruguay (3) Vereinigte Staaten (26) |

## Ergebnisse

### Einer
| Platz | Land | Sportler       | Zeit (min)                   |
| ----- | ---- | -------------- | ---------------------------- |
| 1     | URS  | Juri Tjukalow  | 8:12,8                       |
| 2     | AUS  | Mervyn Wood    | 8:14,5                       |
| 3     | POL  | Teodor Kocerka | 8:19,4                       |
| 4     | GBR  | Tony Fox       | 8:22,5                       |
| 5     | ZAF  | Ian Stephen    | 8:31,4                       |
| 6     | USA  | Jack Kelly     | 7:42,0 (im 2. Hoffnungslauf) |
| 7     | SAA  | Günther Schütt | 7:42,9 (im 2. Hoffnungslauf) |
| 8     | SUI  | Paul Meyer     | 7:48,3 (im 2. Hoffnungslauf) |

### Doppelzweier
| Platz | Land | Sportler                            | Zeit (min)                   |
| ----- | ---- | ----------------------------------- | ---------------------------- |
| 1     | ARG  | Tranquilo Cappozzo Eduardo Guerrero | 7:32,2                       |
| 2     | URS  | Georgi Schilin Igor Jemtschuk       | 7:38,3                       |
| 3     | URU  | Miguel Seijas Juan Rodríguez        | 7:43,7                       |
| 4     | FRA  | Jacques Maillet Achille Giovannoni  | 7:06,3                       |
| 5     | TCH  | Antonín Malinkovič Jiří Vykoukal    | 7:23,5                       |
| 6     | USA  | Pat Costello Walter Hoover          | 7:03,6 (im 2. Hoffnungslauf) |
| 7     | GER  | Waldemar Beck Gerhard Füssmann      | 7:08,2 (im 2. Hoffnungslauf) |
| 8     | AUS  | John Rogers Murray Riley            | 7:13,1 (im 2. Hoffnungslauf) |

Weitere Teilnehmer aus dem deutschsprachigen Raum:

 Peter Stebler & Émile Knecht (im 1. Hoffnungslauf)

### Zweier ohne Steuermann
| Platz | Land | Sportler                         | Zeit (min)                   |
| ----- | ---- | -------------------------------- | ---------------------------- |
| 1     | USA  | Charlie Logg Thomas Price        | 8:20,7                       |
| 2     | BEL  | Michel Knuysen Bob Baetens       | 8:23,5                       |
| 3     | SUI  | Kurt Schmid Hans Kalt            | 8:32,7                       |
| 4     | GBR  | David Callender Chris Davidge    | 8:37,4                       |
| 5     | FRA  | Jean-Pierre Souche René Guissart | 8:48,8                       |
| 6     | ARG  | Alberto Madero Óscar Almirón     | 7:41,0 (im 2. Hoffnungslauf) |
| 7     | NED  | Ben Binnendijk Carl Kuntze       | 7:44,7 (im 2. Hoffnungslauf) |
| 8     | DEN  | Bent Jensen Palle Tillisch       | 7:47,1 (im 2. Hoffnungslauf) |

Weitere Teilnehmer aus dem deutschsprachigen Raum:

 Klaus Hahn & Herbert Kesel (im 1. Hoffnungslauf)

### Zweier mit Steuermann
| Platz | Land | Sportler                                                 | Zeit (min)                   |
| ----- | ---- | -------------------------------------------------------- | ---------------------------- |
| 1     | FRA  | Raymond Salles Gaston Mercier Bernard Malivoire (Stm.)   | 8:28,6                       |
| 2     | GER  | Heinz-Joachim Manchen Helmut Heinhold Helmut Noll (Stm.) | 8:32,1                       |
| 3     | DEN  | Svend Pedersen Poul Svendsen Jørgen Frantzen (Stm.)      | 8:34,9                       |
| 4     | ITA  | Giuseppe Ramani Aldo Tarlao Luciano Marion (Stm.)        | 8:38,4                       |
| 5     | FIN  | Veijo Mikkolainen Toimi Pitkänen Erkki Lyijynen (Stm.)   | 8:40,8                       |
| 6     | USA  | James Fifer Duvall Hecht James Beggs (Stm.)              | 7:55,5 (im 2. Hoffnungslauf) |
| 7     | POL  | Czesław Lorenc Romuald Thomas Zdzisław Michalski (Stm.)  | 8:00,9 (im 2. Hoffnungslauf) |
| 8     | BEL  | Hippolyte Mattelé Eugeen Jacobs Kamiel Van Dooren (Stm.) | 8:03,7 (im 2. Hoffnungslauf) |

Weitere Teilnehmer aus dem deutschsprachigen Raum:

 Walter Lüchinger, Alexander Siebenhaar & Walter Ludin (im 1. Hoffnungslauf)

### Vierer ohne Steuermann
| Platz | Land | Sportler                                                                    | Zeit (min)                   |
| ----- | ---- | --------------------------------------------------------------------------- | ---------------------------- |
| 1     | YUG  | Duje Bonačić Velimir Valenta Mate Trojanović Petar Šegvić                   | 7:16,0                       |
| 2     | FRA  | Pierre Blondiaux Jean-Jacques Guissart Marc Bouissou Roger Gautier          | 7:18,9                       |
| 3     | FIN  | Veikko Lommi Kauko Wahlsten Oiva Lommi Lauri Nevalainen                     | 7:23,3                       |
| 4     | GBR  | Harry Almond John Jones James Crowden Adrian Cadbury                        | 7:25,2                       |
| 5     | POL  | Edward Schwarzer Zbigniew Schwarzer Henryk Jagodziński Zbigniew Żarnowiecki | 7:28,2                       |
| 6     | URS  | Roman Sacharow Juri Rogosow Iwan Makarow Wladimir Kirsanow                  | 6:38,5 (im 2. Hoffnungslauf) |
| 7     | SAA  | Werner Biel Hans Krause-Wichmann Joachim Krause-Wichmann Hanns Peters       | 6:47,2 (im 2. Hoffnungslauf) |
| 8     | NOR  | Sverre Kråkenes Kristoffer Lepsøe Thorstein Kråkenes Harald Kråkenes        | 6:48,4 (im 2. Hoffnungslauf) |

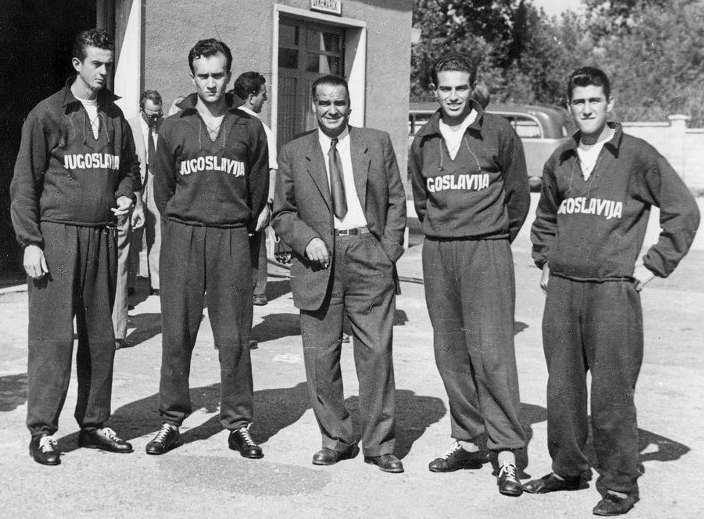
Der jugoslawische Gold-Vierer: Petar Šegvić, Mate Trojanović, Trainer Davor Jelaska, Velimir Valenta und Duje Bonačić

Weitere Teilnehmer aus dem deutschsprachigen Raum:

 Kurt Marz, Alexander Mitterhuber, Adolf Scheithauer & Johann Geiszler (im 2. Hoffnungslauf)

### Vierer mit Steuermann
| Platz | Land | Sportler                                                                                      | Zeit (min)                   |
| ----- | ---- | --------------------------------------------------------------------------------------------- | ---------------------------- |
| 1     | TCH  | Karel Mejta senior Jiří Havlis Jan Jindra Stanislav Lusk Miroslav Koranda (Stm.)              | 7:33,4                       |
| 2     | SUI  | Enrico Bianchi Karl Weidmann Heinrich Scheller Émile Ess Walter Leiser (Stm.)                 | 7:36,5                       |
| 3     | USA  | Carl Lovsted Alvin Ulbrickson Richard Wahlstrom Matt Leanderson Al Rossi (Stm.)               | 7:37,0                       |
| 4     | GBR  | John MacMillan Graham Fisk Laurence Guest Peter de Giles Paul Massey (Stm.)                   | 7:41,2                       |
| 5     | FIN  | Kurt Grönholm Paul Stråhlman Birger Karlsson Karl-Erik Johansson Antero Tukiainen (Stm.)      | 7:43,8                       |
| 6     | URS  | Boris Fjodorow Georgi Guschtschenko Jewgeni Tretnikow Kirill Putyrski Boris Bretschko (Stm.)  | 7:05,1 (im 2. Hoffnungslauf) |
| 7     | ITA  | Albino Trevisan Amadeo Scarpi Abbondio Smerghetto Tarquinio Angiolin Domenico Cambieri (Stm.) | 7:06,0 (im 2. Hoffnungslauf) |
| 8     | NOR  | Bjørn Christoffersen Arnfinn Larsen Wilhelm Hayden Thor Nilsen Leif Andersen (Stm.)           | 7:06,6 (im 2. Hoffnungslauf) |

Weitere Teilnehmer aus dem deutschsprachigen Raum:

 Günter Twiesselmann, Klaus Schulze, Heinz Beyer, Gerhard Vogeley & Hans-Joachim Wiemken (Stm.) (im 1. Hoffnungslauf)

### Achter
| Platz | Land | Sportler | Zeit (min)                   |
| ----- | ---- | --- | ---------------------------- |
| 1     | USA  | Frank Shakespeare, William Fields, James Dunbar, Richard Murphy, Robert Detweiler, Henry Proctor, Wayne Frye, Edward Stevens, Charles Manring (Stm.)           | 6:25,9                       |
| 2     | URS  | Jewgeni Brago, Wladimir Rodimuschkin, Alexei Komarow, Igor Borissow, Slawa Amiragow, Leonid Gissen, Jewgeni Samsonow, Wladimir Krjukow, Igor Poljakow (Stm.)   | 6:31,2                       |
| 3     | AUS  | Bob Tinning, Ernest Chapman, Nimrod Greenwood, David Anderson, Geoff Williamson, Mervyn Finlay, Edward Pain, Phil Cayzer, Tom Chessell (Stm.)                  | 6:33,1                       |
| 4     | GBR  | David Macklin, Alastair MacLeod, Nicholas Clack, Roger Sharpley, Edward Worlidge, Charles Lloyd, William Windham, David Jennens, John Hinde (Stm.)             | 6:34,8                       |
| 5     | GER  | Anton Reinartz, Michael Reinartz, Roland Freihoff, Heinz Zünkler, Peter Betz, Stefan Reinartz, Hans Betz, Anton Siebenhaar, Hermann Zander (Stm.)              | 6:42,8                       |
| 6     | YUG  | Ladislav Matetić, Branko Belačić, Vladimir Horvat, Vojko Šeravić, Karlo Pavlenč, Boris Beljak, Stanko Despot, Drago Husjak, Zdenko Bego (Stm.)                 | 6:12,0 (im 2. Hoffnungslauf) |
| 7     | HUN  | István Sándor, Csaba Kovács, Miklós Zágon, Tibor Nádas, Rezső Riheczky, Pál Bakos, László Marton, Béla Zsitnik, Robert Zimonyi (Stm.)                          | 6:15,4 (im 2. Hoffnungslauf) |
| 8     | DEN  | Bjørn Stybert, Preben Hoch, Mogens Snogdahl, Jørn Snogdahl, Helge Muxoll Schrøder, Björn Brönnum, Leif Hermansen, Ole Scavenius Jensen, John Vilhelmsen (Stm.) | 6:16,0 (im 2. Hoffnungslauf) |